# Каасапа
Каасапа (исп. Caazapá) — город на юге Парагвая, административный центр одноименного департамента.
Площадь — 804 км². Расположен на высоте 155 м.
Город разделён на пять кварталов, называемых «Баррио»: главный из них — Баррио Сан-Пабло, остальные четыре: Баррио Санта-Тересита, Баррио Сан-Блас, Баррио Сан-Антонио и Баррио Сан-Роке, внутри которого находится оригинальная часовня, построенный францисканцами.

## Население
Население в 2017 году – 26 246 жителей, в 2008 году составляло 23 996 человек. Плотность — 29,85 жителей /км²

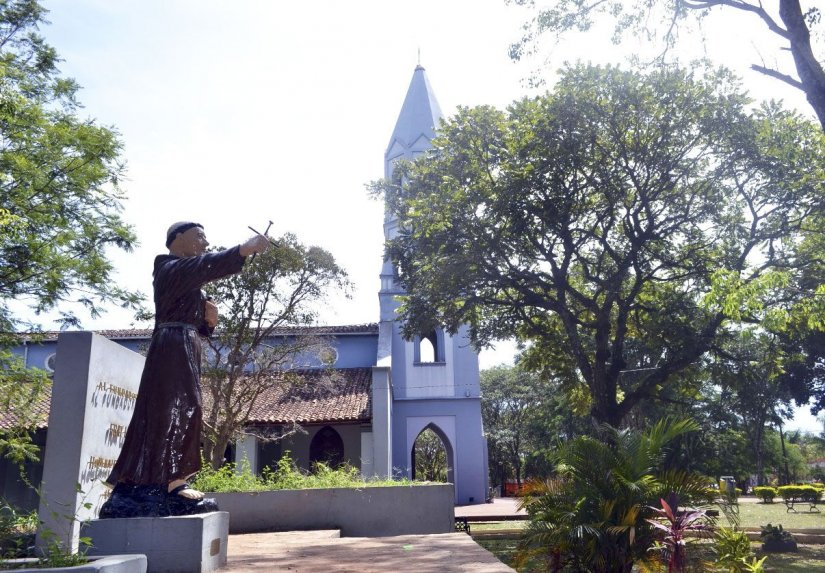

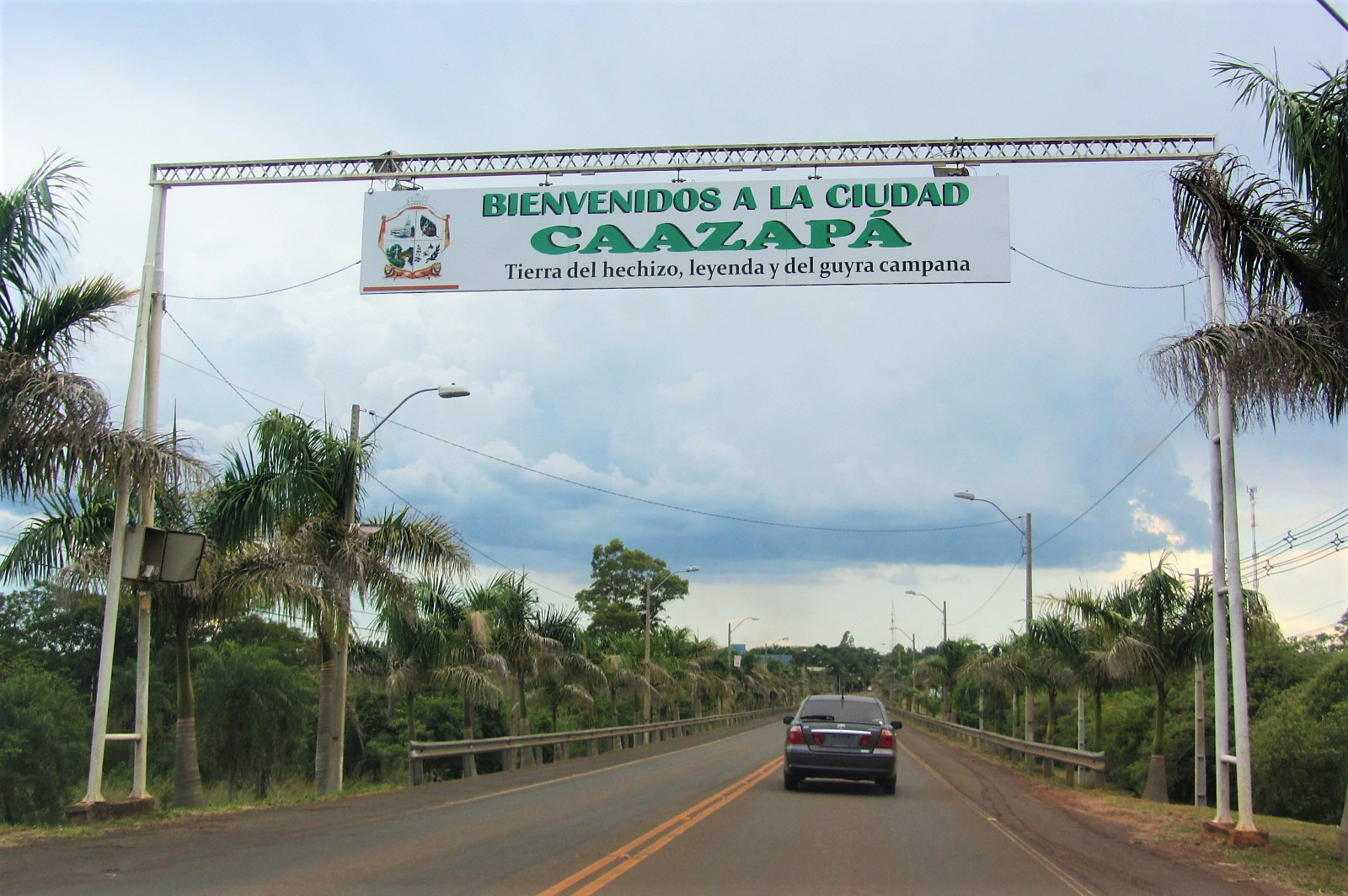

## История
Основан 25 января 1607 года испанским францисканским монахом и миссионером Луисом де Боланьосом, после открытия им источника «Икуа Боланьос», ныне расположенного в городском парке . Первоначально это место называлось Сан-Хосе-де-Тебикуари. Коренные жители в течение 40 лет сопротивлялись испанским колонизаторам. В агрессивной форме они потребовали от миссионера доказательств существования «его» Бога. Они требовали воды, потому что страдали от длительного периода засухи. Затем миссионер привел их в место примерно в одном километре от нынешнего центра города и показал им источник, который также снабжал водой индейцев во время всех последующих засух. Это событие население до сих пор считает чудом.

## Топоним
Название Каасапа происходит от слова гуарани «Каагуй джехасапа», что означает «после леса», поскольку туземцы верили, что после леса Бог с помощью монаха Луиса де Боланьоса создал воду из Земли.

## Экономика
Основными отраслями экономики являются сельское хозяйство и животноводство. Выращиваются рис, соя, маниока, кукуруза, сахарный тростник, табак, хлопок, хотя последний выращивается во всё меньших масштабах и постепенно заменяется цитрусовыми
Торговый центр. 
Работают предприятия по производству эфирных масел, экстракта кебрачо, пиломатериалов; табачная фабрика.

## Климат
Средняя температура колеблется от 25-26 °C с декабря по январь и от 16-17 °C с июня по август. Средняя максимальная температура составляет 32 °C, средняя минимальная температура — 11 °C. Самый засушливый месяц — июль с выпадением 64 мм осадков, наибольшее количество осадков выпадает в апреле — 167 мм

## Известные уроженцы
- Пайва, Феликс (1877—1965) — временный президент Парагвая в 1921, 1937—1939 гг.